# Brahim Díaz
Brahim Abdelkader Díaz (Málaga, 3. kolovoza 1999.) španjolsko-marokanski je nogometaš koji trenutačno igra za Real Madrid i marokansku nogometnu reprezentaciju.

## Klupska karijera

#### Manchester City
Brahim je svoju karijeru započeo u omladinskim selekcijama Málage odakle s 16 godina prelazi u Manchester City za 200.000 £. 
Dana 21. rujna 2016. debitirao je za Manchester City kada je u 80-toj minuti ušao kao zamjena za Kelechija Iheanacha u Liga kupu protiv Swansea Cityja. Pet dana kasnije potpisuje svoj prvi profesionalni ugovor na tri godine.
Dana 27. srpnja 2017. Brahim je debitirao u International Champions Cupu protiv Real Madrida. Zabio je četvrti gol u pobjedi Manchester Cityja od 4:1.
Dana 21. studenog 2017. debitirao je u UEFA Ligi prvaka protiv Feyenoorda kada je ušao kao zamjena za Raheema Sterlinga.
Dana 19. prosinca 2017. prvi put je bio dio početne postave Manchester Cityja. Igrao je 88 minuta u dvoboju protiv Leicester Cityja u Liga kupu. U Premier ligi debitirao je u pobjedi protiv Newcastlea. 
Dana 5. kolovoza 2018. igrao je u pobjedi Manchester Cityja protiv Chelseaja u Community Shieldu. 
Dana 1. studenoga 2018. zabio je svoja prva dva gola za Manchester City u pobjedi protiv Fulhama.

#### Real Madrid
Nakon brojnih spekulacija, Brahim se pridružio redovima Real Madrida 6. siječnja 2019. Transfer je vrijedan 17 mil €, a uz ugovorne dodatke vrijednost bi mogla porasti i do 24 mil €.
Brahim je debitirao za Real Madrid 9. siječnja u pobjedi protiv CD Leganesa u španjolskome Kupu Kralja. Ligaški debi dočekao je četiri dana kasnije u kada je ušao kao zamjena u pobjedi protiv Real Betisa. 

## Reprezentativna karijera
Brahimovi roditelji su španjolske nacionalnosti, ali zbog očevog marokanskog porijekla ima mogućnost igrati za marokansku nogometnu reprezentaciju. Igrao je za mlade selekcije španjolske reprezentacije. Sa 16 godina je pozvan na UEFA-ino europsko prvenstvo do 17 godina.

## Osvojeni trofeji
Manchester City
- Premier liga 2017./18.
- FA Community Shield 2018.

## Vanjske poveznice
- Profil na web stranici Real Madrida